# Ломоносовфонна
Ломоносовфонна[уточнить] (норв. Lomonosovfonna) — ледник на острове Западный Шпицберген (архипелаг Шпицберген).
Ледник расположен в центральной части острова, к северо-востоку от Бильлефьорда и к западу от Земли Улафа V. Площадь его составляет около 800 км². Назван в честь русского учёного Михаила Ломоносова (1711—1765).